# Lithocarpus brevicaudatus
Lithocarpus brevicaudatus (Skan) Hayata – gatunek roślin z rodziny bukowatych (Fagaceae Dumort.). Występuje naturalnie w Chinach (w prowincjach Anhui, Fujian, Guangdong, Kuejczou, Hajnan, Hubei, Hunan, Jiangxi, Syczuan i Zhejiang, a także w regionie autonomicznym Kuangsi) oraz na Tajwanie. 

## Morfologia
PokrójZimozielone drzewo dorastające do 10–15 m wysokości.
LiścieBlaszka liściowa jest skórzasta i ma kształt od okrągławego do owalnego, podługowatego lub eliptyccznego. Mierzy 6–15 cm długości oraz 4–6,5 cm szerokości, jest całobrzega, ma klinową nasadę i spiczasty lub ogoniasty wierzchołek. Ogonek liściowy jest owłosiony i ma 20–30 mm długości.
OwoceOrzechy o stożkowatym kształcie, dorastają do 14–22 mm średnicy. Osadzone są pojedynczo w miseczkach o kształcie od talerzowatego do kubeczkowatego, które mierzą 14–20 mm średnicy. Orzechy otulone są miseczkami do 10–15% ich długości.

## Biologia i ekologia
Rośnie w lasach mieszanych. Występuje na wysokości do 1900 m n.p.m. Kwitnie od maja do lipca, natomiast owoce dojrzewają od września do listopada.